# الطاقة في اليابان
تشير الطاقة في اليابان إلى إنتاج الطاقة والكهرباء واستهلاكها واستيرادها وتصديرها في اليابان. بلغ استهلاك الطاقة الأولية في البلاد 477.6 مليون طن في عام 2011، بانخفاض قدره 5% عن العام السابق.
تفتقر البلاد إلى احتياط محلي كبير من الموارد الأحفورية، باستثناء الفحم، ويتعين عليها استيراد كميات كبيرة من النفط الخام والغاز الطبيعي وموارد الطاقة الأخرى ، بما في ذلك اليورانيوم. اعتمدت اليابان على واردات النفط لتلبية حوالي 84 بالمئة من احتياجاتها من الطاقة في عام 2010. كانت اليابان أيضًا أول مستورد للفحم في عام 2010، بـ 187 مليون طن (حوالي 20% من إجمالي واردات الفحم العالمية)، وأول مستورد للغاز الطبيعي بـ 99 مليار متر مكعب (12.1% من إجمالي واردات الغاز العالمية).
رغم أن اليابان كانت تعتمد في السابق على الطاقة النووية لتلبية حوالي 30% من احتياجاتها من الكهرباء، فبعد كارثة فوكوشيما دايتشي النووية في عام 2011، أُغلِقت جميع المفاعلات النووية تدريجيًا بسبب المخاوف المتعلقة بالسلامة. ومنذ ذلك الحين، أُعيد تشغيل المفاعلين 3 و 4 من محطة الطاقة النووية في 14 مارس 2018، و 9 مايو 2018 على التوالي. في 11 أغسطس 2015، و1 نوفمبر 2015، أُعيد تشغيل المفاعلين في محطة سينداي للطاقة النووية. وفي أعقاب كارثة فوكوشيما، عارض عامة الناس على استخدام الطاقة النووية.

## الطاقة المتجددة
هي من بين مصادر الطاقة الجديدة التي حظيت بالاهتمام في اليابان في الفترة الأخيرة حيث باتت تنتشر بسرعة مثل الطاقة الشمسية وطاقة الرياح والطاقة الحرارية الأرضية وطاقة الكتلة الحيوية. في السنة المالية 2011 ، تم توليد 19.45 مليون كيلو وات من مصادر الطاقة المتجددة في اليابان، من بينها 4.8
مليون كيلو وات تزودها مولدات الطاقة الشمسية. ومن أفضل محطات الطاقة الشمسية في اليابان محطتا الطاقة الشمسية العملاقتين اللتان دشنتا في عام 2011 في مدينة كاواساكي بمحافظة كاناغاوا.

## نسبة الاكتفاء الذاتي للطاقة في اليابان

نسبة الاكتفاء الذاتي للطاقة

تفتقر اليابان إلى الموارد الطبيعية وتعتمد بشكل كبير على الطاقة المستوردة .
تصل نسبة الاكتفاء الذاتي للطاقة في اليابان إلى 4٪ ( حسب احصاءات عام 2008 )، وكانت هذه النسبة تصل إلى 58٪ في الستينات ولكنها انخفضت بشكل حاد بعد تحول اعتماد البلاد على الطاقة من الفحم إلى النفط. كما أنه من المستحيل بالنسبة لليابان، كجزيرة، شراء الكهرباء من الدول المجاورة لها.

## مقارنة اليابان مع الدول الأكثر كفاءة في استخدام الطاقة في العالم

نسبة استهلاك الطاقة مقارنة بالناتج المحلي

تزايد الوعي في اليابان تجاه مصادر الطاقة المتجددة مثل الطاقة الشمسية والطاقة الحرارية الأرضية الجوفية وطاقة الرياح.
وخاصة بعد أزمة النفط عام 1973م يعرف عن الأسر اليابانية استخدامها المنخفض للطاقة اللازمة للتدفئة مقارنة مع بلدان أخرى. ويعود ذلك إلى احتواء المنازل اليابانية عادة على مدافئ فردية في كل غرفة، بدلا من التدفئة المركزية لكامل مكان المعيشة.
تشكل مصادر الطاقة المتجددة 3٪ من إمدادات الطاقة الأولية في اليابان عام 2008 . وتصل النسبة إلى 10٪ للكهرباء وحدها، حيث تأتي بشكل أساسي من محطات توليد الطاقة الكهرومائية / الهيدرولوجية . كما أدخلت الحكومة في تموز 2012 نظام جديد للتعريفات الذي يحدد أسعار الطاقة المتجددة التي تغذي الشبكة بالكهرباء من قبل العملاء وذلك بهدف تحسين نسبة إمدادات الطاقة القادمة من مصادر الطاقة المتجددة الشمسية وغيرها.
وتعتبر اليابان من أكثر الدول كفاءة في التوفير من استهلاك الطاقة بشتى أنواعها .

## الطاقة النووية في اليابان

إنتاج اليابان الكهربائي من المفاعلات النووية

تملك اليابان ما مجموعه 54 مفاعلاً في محطات الطاقة النووية تغطي جزءأ كبيرا من حاجة البلاد للطاقة ، منذ أن ضرب زلزال وتسونامي 11 آذار اليابان وألحق أضراراً كبيرة بمحطة فوكوشيما للطاقة النووية ، تنامى الشعور بالقلق لدى اليابانيين بشأن سلامة الطاقة النووية، والمزروعات التي تم حجرها صحيا من أجل الفحص الروتيني وغيرها من الأشياء التي ظلت معطلة. ونتيجة لذلك، فقد تم ايقاف العمل بجميع المفاعلات النووية المتواجدة في البلاد اعتبارا من أيار 2012م. الاّ انّه تم إعادة تشغيل مفاعلين اثنين فقط في تموز لمساعدة البلاد على تجنب انقطاع التيار الكهربائي خلال فصل الصيف ولكن حتى ايلول 2012م لم تظهر أي خطط لاستئناف عمل المفاعلات في محطات الطاقة النووية الأخرى.

## سعر البنزين في اليابان
يصل سعر لتر البنزين العادي في اليابان إلى 148,7 ين. يذهب أكثر من 40 ٪ من هذا السعر إلى الضرائب. ونتيجة لارتفاع أسعار البنزين في جميع أنحاء العالم والإعفاءات الضريبية للسيارات الأكثر كفاءة في استهلاك الوقود، وصلت سيارات بريوس الهجينة والتي تحمل ماركة تويوتا إلى المركز الأول في مبيعات السيارات الجديدة المحلية منذ حزيران 2011م.

## إدارة النفايات وتدويرها وتحويلها إلى طاقة
أدخلت معظم البلديات أنظمة جمع قمامة في سلال مهملات مصنفة بحيث يقوم السكان بفصل النفايات إلى نفايات قابلة للحرق ونفايات غير قابلة للحرق ونفايات سائبة وما إلى ذلك بحيث يتم تخصيص يوم محدد لجمع كل فئة من القمامة على حدة.
بينما يتم جمع الورق والزجاجات والعلب البلاستيكية والزجاجية على أنها مواد قابلة لإعادة التدوير.
فمثلا: يتم حرق النفايات في محطة الحرق كيتا في طوكيو على درجة حرارة تفوق 800 مئوية لمنع تشكل مادة الديوكسين الخطرة. وبالإضافة إلى ذلك يتم استخدام الطاقة الحرارية المتولدة في محرقة المحطة بشكل فعال لتوليد الطاقة والحرارة.

## نمو سوق أنظمة تخزين الطاقة بالبطاريات في اليابان
شهد قطاع الطاقة في اليابان توسعًا كبيرًا في قدرة الطاقة المتجددة، حيث ارتفعت بأكثر من 30% خلال السنوات الخمس الماضية، مما عزز الطلب على أنظمة تخزين الطاقة بالبطاريات (BESS). أكثر من نصف إجمالي 2.4 جيجاواط من القدرة التي تم تخصيصها في المزادات الأخيرة للطاقة منخفضة الكربون طويلة الأجل ذهبت إلى شركات أجنبية أو اتحادات شركات. وتشمل المشاريع الكبرى أكثر من 1.37 جيجاواط من سعة BESS الجديدة وأكثر من 6.7 جيجاوات ساعة من سعة الطاقة المعتمدة لعام 2024. يشجع مزاد مصادر الطاقة منخفضة الكربون طويلة الأجل في اليابان تطوير أنظمة BESS من خلال ضمان استرداد التكاليف الثابتة لمدة 20 عامًا. ومع ذلك، قد تحد قلة تقلبات الأسعار والحد الأدنى للأسعار في سوق الكهرباء الياباني من ربحية مشغلي أنظمة BESS، مما يبرز الحاجة إلى المزيد من الإصلاحات.

## معرض صور

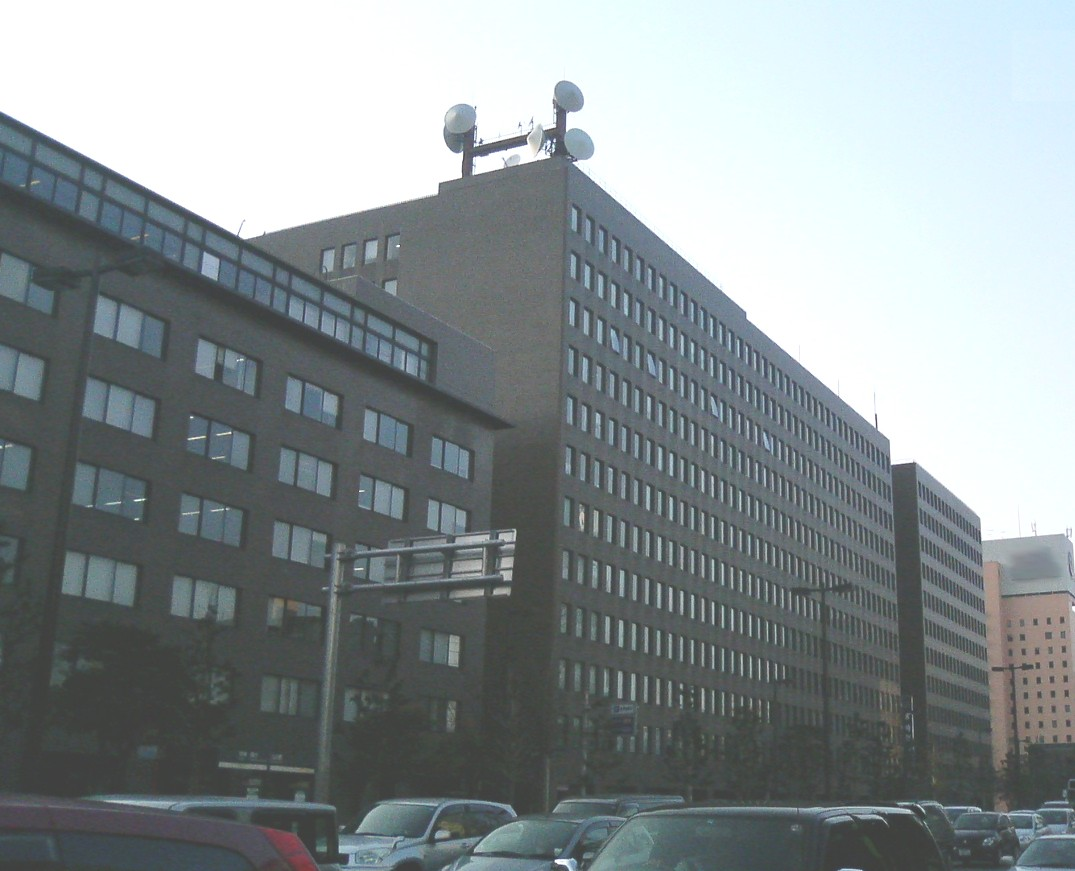
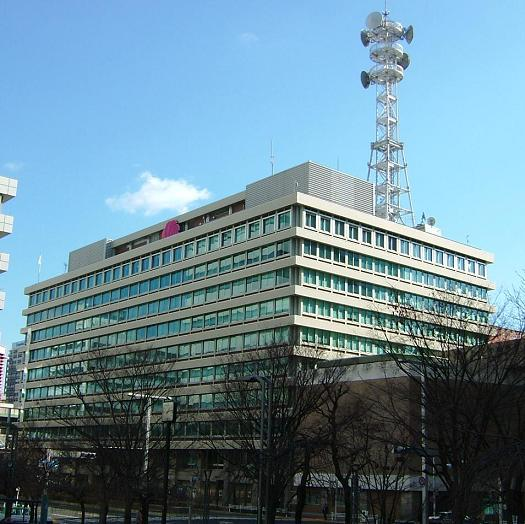
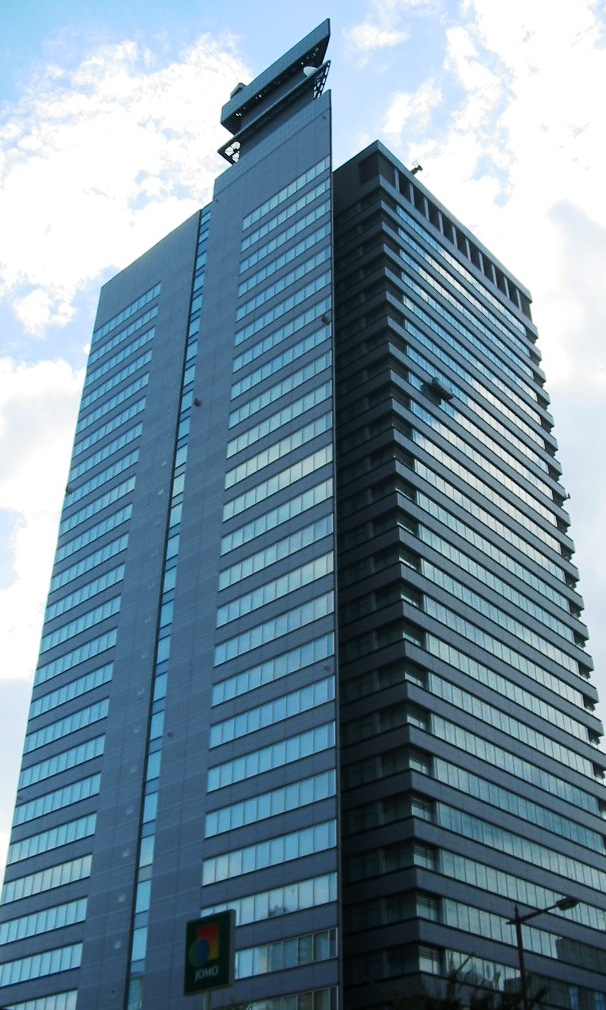
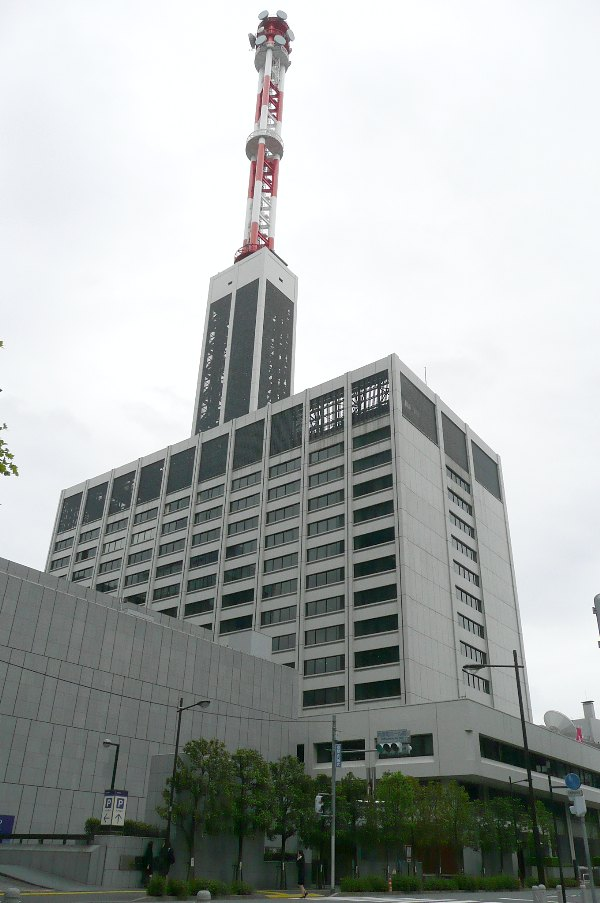
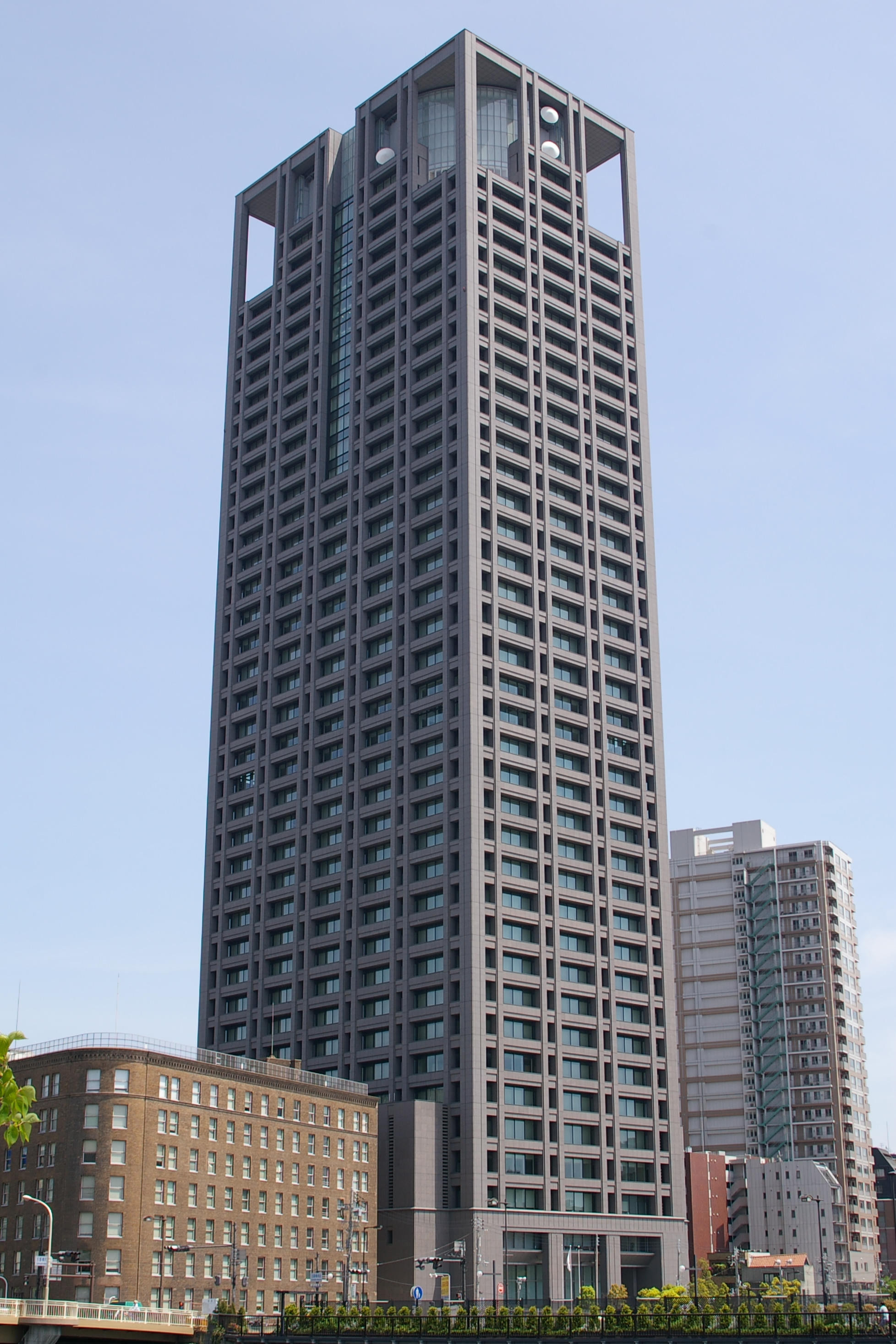